# Tallinna JK Legion
Tallinna JK Legion is een Estische voetbalclub uit de hoofdstad Tallinn. Het standaardelftal speelt op verschillende locaties de thuiswedstrijden. De clubkleur is rood. 

## Geschiedenis
In 1921 werd Tallinna JK opgericht en die club werd tweemaal landskampioen en bekerwinnaar in de periode dat Estland onafhankelijk was tussen beide Wereldoorlogen. Nadat Estland werd opgeslokt door de Sovjet-Unie verdween de club. In 2001 werd de club heropgericht. SK Legion werd in 2004 opgericht. Op 4 januari 2008 fuseerden beide clubs tot TJK Legion.
Vanaf 2017 werd de club driemaal achter elkaar kampioen en keerde in het seizoen 2020 terug in de Meistriliiga, het hoogste niveau. 
Voor aanvang van het seizoen 2023 trok Legion zich terug uit de Meistriliiga. Het ging een niveau lager spelen in de Esiliiga.

## Erelijst
- Landskampioen (2)

1926, 1928
- Beker van Estland (2)

1939, 1940
- Esiliiga(1)

2019
- Esiliiga B (1)

2018
- II liiga(1)

2017 (poule noord-oost)

## Eindklasseringen vanaf 2008
| 2 |

| 6 |

| 6 |

| 9 |

| 4 |

| 7 |

| 10 |

| 14 |

| 8 |

| 1 |

| 1 |

| 1 |

| 7 |

| 5 |

| 9 |

| 9 |

| 3 |

| Meistriliiga | Esiliiga | Esiliiga B | II liiga |

De Esiliiga B startte in 2013. Daarvoor was de Liiga II het derde voetbalniveau in Estland.

## Bekende (oud-)spelers
- Eduard Ellman-Eelma
- Ernst-Aleksandr Joll
- Harald Kaarman
- Elmar Kaljot
- Dmitri Kruglov
- August Lass
- Arnold Pihlak
- Bernhard Rein
- Otto Silber
- Hugo Väli
- Konstantin Vassiljev